# Pomnik Armii Czerwonej w Nowym Sączu
Pomnik Armii Czerwonej lub Pomnik wdzięczności Armii Czerwonej – pomnik który znajdował się przy Al. Wolności w Nowym Sączu w województwie małopolskim. Wyburzony w 2015 roku.

## Historia
Pomnik powstał na polecenie władz sowieckich w 1945 roku jako mogiła dla prawdopodobnie sześciu żołnierzy Armii Czerwonej poległych w trakcie ofensywy ze stycznia 1945 roku. Nad mogiłą żołnierską usytuowano łuk z płaskorzeźbą przedstawiającą czerwonoarmistów oraz napis "Za naszą sowiecką ojczyznę". Tuż po odsłonięciu pomnika został on wysadzony przez polskie podziemie niepodległościowe, po czym szybko zrekonstruowany i objęty nadzorem Milicji Obywatelskiej i UB. 
Po zmianie ustroju, w 1992 roku radni Nowego Sącza przyjęli uchwałę o demontażu pomnika, która nie została zrealizowana. Późniejszy prezydent Nowego Sącza – Ryszard Nowak wielokrotnie krytykował pomysły rozbiórki pomnika podkreślając że jest on świadectwem historii oraz mogiłą żołnierską i jako takiej należy mu się szacunek. Sugerował ewentualne przeniesienie pomnika na cmentarz komunalny. W 2011 roku pozostawienie pomnika skrytykował natomiast prezes Prawa i Sprawiedliwości Jarosław Kaczyński. 
We wrześniu 2014 roku pod pomnikiem pikietowało około stu osób żądając jego rozbiórki, a przed Narodowym Świętem Niepodległości po groźbach rozbicia tablicy na pomniku przez działaczy organizacji prawicowych zdemontowano ją na stałe. Wcześniej tablica była kilkakrotnie oblewana czerwoną farbą.  
W wyniku decyzji wojewody Jerzego Millera doszło 9 lipca 2015 roku do ekshumacji sześciu żołnierzy Armii Czerwonej, pochowanych przy pomniku Chwały Armii Czerwonej. Pracom przewodniczył archeolog Bartłomiej Urbański. Odsłonięto murowaną kryptę, piwnicę, w której w dwóch poziomach złożone było sześć trumien. Tylko jedna z nich zachowała się w całości. Reszta była mocno zniszczona. Szczątki czerwonoarmistów przełożono do prowizorycznych, drewnianych trumien. Zostały przewiezione do nowosądeckiego Zakładu Pogrzebowego przy ulicy Śniadeckich, gdzie zostały zinwentaryzowane i opisane przez archeologa i antropologa. Szczątki przygotowano do powtórnego pochówku, który zaplanowano na 20 sierpnia 2015. Szczątki te zaplanowano złożyć w mogile, w kwaterze żołnierzy radzieckich na nowosądeckim cmentarzu komunalnym przy ulicy Rejtana. 
10 lipca 2015 roku, w godzinach popołudniowych, prywatna firma budowlana, na zlecenie władz miejskich Nowego Sącza, dokonała wyburzenia pomnika Chwały Armii Czerwonej. Gruz wywieziono w nieznane miejsce (prawdopodobnie okolice Jeziora Rożnowskiego).